# Lagoa do Piauí
Lagoa do Piauí is een gemeente in de Braziliaanse deelstaat Piauí. De gemeente telt 3.817 inwoners (schatting 2009).